# Stanislav Kubr
Stanislav Kubr (9. října 1862 Kněževes – 21. října 1908 Kněževes) byl český sedlák a politik, spoluzakladatel a v letech 1899–1904 předseda České agrární strany, od roku 1901 říšský a zemský poslanec.

## Biografie
Profesí byl statkářem v rodné Kněževsi. Správu rodového hospodářství převzal roku 1887. Předtím studoval gymnázium v Praze.
V domovské obci se ihned zapojil i do veřejného života a byl činný v komunálních a okresních samosprávných sborech. Od roku 1893 působil ve vedení Ústředního hospodářského svazu. Reprezentoval zájmy českých zemědělců proti cukrovarnickým kartelům. Na základě těchto společných zájmů se začalo rodit samostatné agrární hnutí. Roku 1896 takto vznikla Selská župa středočeská se Stanislavem Kubrem jako předsedou. 2. února 1897 potom Kubr založil spolu s Karlem Práškem a skupinou členů mladočeské strany Sdružení českých zemědělců (oficiálně Sdružení českých zemědělců pro království České) jako celozemskou zájmovou a stavovskou organizací českých rolníků. Kubr se stal jejím předsedou. V této fázi ovšem stále šlo jen o profesní svaz, propojený s mladočeskou stranou. Kubr sám zasedal ve výkonném výboru mladočeské strany (v tomto se jeho skupina odlišovala od dřívějších jihočeských agrárních aktivistů okolo Alfonse Šťastného, kteří se od počátku snažili o nezávislý postup). Teprve v následujících letech došlo k ustavení zcela samostatné politické struktury rodící se agrární strany. Popudem k osamostatnění od mladočeské strany byla i rostoucí nespokojenost s její tehdy provládní politikou. Mladočeský předák Josef Kaizl se koncem století dokonce stal ministrem financí a některé z jeho kroků byly vnímány jako poškozující zájmy českého venkova. 6. ledna 1899 byla na valné hromadě Sdružení českých zemědělců konané v Praze formálně ustavena Česká agrární strana a Kubr byl zvolen jejím předsedou.
Ve volbách roku 1901 byl za agrárníky zvolen poslancem Říšské rady (celostátní parlament) za kurii venkovských obcí, obvod Smíchov, Rakovník. V Říšské radě setrval do konce jejího funkčního období, tedy do roku 1907. Od roku 1901 byl rovněž poslancem Českého zemského sněmu.
Politicky byl orientován na bohaté sedláky a statkáře. Post předsedy agrární strany zastával do roku 1904, ale již předtím ztrácel vliv, protože jeho doménou byla spíše drobná lokální hospodářská politika, zatímco v artikulaci obecnějších politických témat a taktik ho nahrazovali noví předáci jako Antonín Švehla či Josef Žďárský. Právě Žďárský ho roku 1904 vystřídal na předsednickém místě, přičemž strana se roku 1905 sloučila s českými agrárníky na Moravě a ve Slezsku, čímž se přetvořila v Českoslovanskou stranu agrární. Kubr v této době již působil hlavně ve vedení Ústřední jednoty řepařů a na Českém zemském sněmu. 4. ledna 1908 se stal předsedou českého odboru zemské zemědělské rady, v jehož ústředním výboru zasedal již od roku 1899. V čele zemědělské rady nahradil Karla Práška, jenž se stal ministrem.
Byl aktivní i v okresním zastupitelstvu smíchovského okresu, kde zastával funkci okresního místostarosty. Zemským poslancem i předsedou českého odboru zemské zemědělské rady zůstal až do své smrti. Zesnul pozdě v noci 21. října 1908 v důsledku mrtvice. Přitom předchozího dne, v domnění, že jeho zdravotní stav se zlepšil, se vydal na cestu do Prahy. Již cestou vlakem zpět se mu udělalo nevolno a na nádraží v Kněževsi ho museli křísit. Později upadl do spánku a již se neprobudil.